# Parankylopteryx maculata
Parankylopteryx maculata är en insektsart som först beskrevs av Douglas E. Kimmins 1939.  Parankylopteryx maculata ingår i släktet Parankylopteryx och familjen guldögonsländor. Inga underarter finns listade i Catalogue of Life.